# Amazon.comの製品・サービスリスト
アメリカの企業Amazon.comの製品・サービスリスト。

## 小売商品
Amazonの製品ラインには、いくつかのメディア（書籍、DVD、音楽CD、ビデオテープ、ソフトウェア）アパレル、ベビー用品、家電、美容製品、グルメ食品、食料雑貨、健康とパーソナルケア用品、産業用品、 ジュエリー、腕時計、芝生や園芸品、楽器、スポーツ用品、工具、自動車用品、おもちゃ＆ゲームなどがある。
同社は1999年3月にウェブオークションサービスであるamazon.com Auctionsを開始したが、業界の先駆者であるeBayの大きな市場シェアを切り裂くことはできなかった。 その後、同社は1999年9月に定価のマーケットプレイス事業「zショップ」を立ち上げ、11月にはソーテビーズとのパートナーシップ（Sothebys.amazon.com）を開始した。 2000年11月に発売されたAmazonマーケットプレイスに進出したオークションとzショップは、中古書籍、CD、DVDなどの商品を新しい商品とともに販売するサービス。 2014年10月現在、アマゾンマーケットプレイスはその種の中で最大級であり、続いてシアーズ、楽天、ニューエグと同様の市場が続く。
2007年8月、アマゾンは、腐敗しにくい食品を提供する食料品サービスAmazonフレッシュを発表した。 顧客は、夜明けや指定された日中の時間帯に家に注文を届けることができる。 配達は当初、ワシントン州マーサーアイランドの住民に制限されていたが、後にシアトルの一部地域にも配達地域が拡大した。Amazonフレッシュはまた、2007年の夏から2008年の初めまで、BellevueとKirkland郊外のピックアップ場所を運営していた。
2012年、アマゾンは、食料雑貨、家庭用品、アパレルなどのグリーン製品を購入するためのVine.comの設立を発表した。Diapers.com（赤ちゃん）、Wag.com（ペット）、YoYo.com（おもちゃ）などのサイトも運営している、Amazonが2010年に買収したQuidsi傘下の一サイトである。AmazonはShopbop.com、Woot.com、Zappos.comのような他の電子商取引サイトも保有している。
AmazonのSubscribe & Save(定期おトク便)プログラムは、アイテム（通常は一括販売）の割引価格、定期おトク便での注文の無料配送、アイテムの1、2、3、6ヶ月ごとの自動出荷サービスを提供する。
Amazonは2013年にインドにAmazon.inを開設した。 それは電子製品から始まった。 アマゾンは2014年7月にインドにおける最大のライバル企業Flipkartが10億ドルの資金調達を発表した後、ビジネス拡大のためにインドに20億ドル（12,000クローネ）を投資すると発表した。
2014年にAmazonはオンラインで購入した書籍の63％を販売し、全書籍の40％を販売した。
Fulfillment by Amazon Small and Lightは、2015年に導入されたサービスで、ケンタッキー州フィレンツェのセンターから小型で軽量なアイテムを実現する。 このサービスは、サードパーティーの販売者がサイト上で販売する小形、軽量、低価格の商品に対して、標準的な無料配送を提供する。
2015年にSurvataの調査によると、製品を探している回答者の44％が直接Amazon.comに行った。

## Amazon Prime
2005年に、Amazonはアマゾンプライムの創設を発表した。プライム会員は、年間会員費79ドル(2016年時点の96ドルと同等）で米国内の全ての注文の配送が無料になるほか、即日配達手数料の割引が提供された。Amazonは2007年にドイツ、日本、英国でプログラムを開始した。 2008年にフランスで（「Amazon Premium」として）、2011年にイタリアで、2013年にカナダで、2016年7月26日にインドでサービス開始された。
ドイツ、イギリス、インド、米国、日本のAmazonプライム会員は、選ばれた映画やテレビ番組のストリーミングを追加費用なしで視聴できるAmazonビデオサービスが提供されている。2011年11月、プライム会員はKindleオーナーズライブラリーにアクセスできると発表された。これにより、Kindleのハードウェア上で無料のKindle電子書籍を毎月一冊まで無期限で借りることができるようになった。
2014年3月、AmazonはAmazon Primeの年間会員費を79ドルから99ドルに引き上げると発表した。この変更の直後に、アマゾンはプライム・ミュージックを発表した。プライム・ミュージックは、プライム会員が100万曲以上の無制限で広告無しのストリーミングを提供し、選曲されたプレイリストにアクセスできるサービスである。2014年11月、Amazonはプライムフォトを追加した。このフォトプライベートフォトはユーザーのAmazonドライブ に写真を無制限に保存できる。Amazonはまた、2015年5月に米国の14の大都市圏のプライム会員に無料の即日配達を提供し始めた。
2015年4月、アマゾンはアウディとDHLとの試験提携を開始し、アウディ車のトランクに直接配送することになった。 このプロジェクトは、ミュンヘン（ドイツ）エリアの一部のアウディのコネクテッドカーのユーザーが利用可能である。
 2015年7月15日、Amazonは設立20周年を記念して、「Amazonプライムデー」を祝った。Amazon DayはBlack Fridayに匹敵するプライムメンバーの取引を特集すると発表し。 また、Amazonプライムは、2016年にリリース予定のThe Grand Tourでの作業を開始するために、BBCのTop Gearの元メンバーのジェレミー・クラークソン、リチャード・ハモンド、ジェームズ・メイと契約すると発表した。2016年7月13日、Amazonプライムは「プライムデー」に世界中でカスタマーが60％以上の注文を出したと述べている。
2015年12月、Amazonは「数千万人」の人々がAmazonプライムの会員であると述べた。 2015年12月の第3週に300万人が新たにAmazonプライム会員となった。また、Amazonプライム加入者がストリーミングビデオサービスをストリーミングビデオサービスに追加することを可能にする、ストリーミングパートナープログラムの作成を発表した。 彼らのアカウント、プログラムに参加している番組プロバイダには、Showtime、Starz（姉妹ネットワークEncoreからの追加コンテンツ）、Lifetime Movie Club（Lifetime Television and Lifetime Movie Networkの最近のオリジナル映画タイトルを含む）、Smithsonian Earth、Qello Concertsなどがある。 
2016年1月、Consumer Intelligence Research Partnersのレポートによると、Amazonプライム会員は5400万人に達した。
2016年4月にアマゾンは、即日配達の対象地域をシャーロット、シンシナティ、フレズノ、ルイビル、ミルウォーキー、ナッシュビル、セントラル・ニュージャージー、ローリー、リッチモンド、サクラメント、ストックトン、ツーソンの含むエリアへの拡大を発表したことで計27都市圏をカバーしたことになった。
2016年9月、Amazonはロンドンのプライム会員向けにレストランの料理の配達サービスを開始した。 それは最低注文額が15.00ポンドの配送料が無料であると報告された。
アマゾンの子会社であるTwitchは、2016年9月30日に広告無料のサービスへのアクセス、ビデオゲームやアドオンのコンテンツの月額提供など、Amazon Prime定期購読（Twitch Prime）を持つユーザー専用のプレミアム機能を発表しました。
アマゾンは2016年12月、プライム会員の会員費の支払い方法を年額プランに加え月額プランを提供し始め、月額は一か月ごとに10.99ドルであった。
アマゾンは2016年12月、プライム会員が利用できるプライベートラベルの食べ物と飲み物であるWickedly Primeを発表した。

## 家電製品

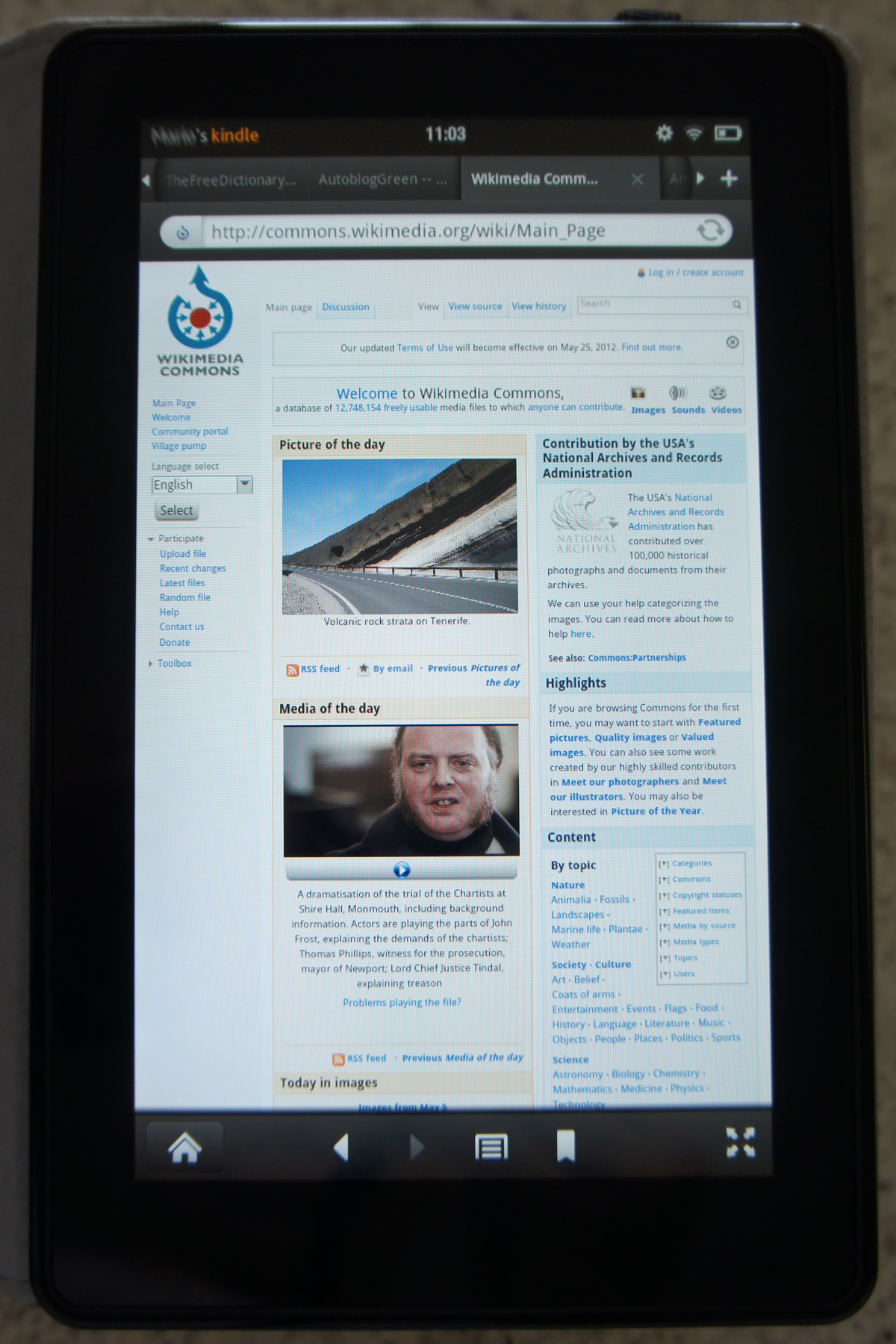
Kindle Fire

2007年11月、Amazonは、SprintのEV-DO無線ネットワークを介して、「Whispernet」でコンテンツをダウンロードする電子書籍リーダーKindleを発表した。 この画面では、E Ink技術を使用してバッテリ消費量を削減し、より見やすい表示を実現している。 2014年7月現在、Kindle Storeで購入できる電子書籍は270万件を超えている。 2012年に始まるAmazonは、Paperwhite、Voyage、そして最近ではOasisが2016年4月にリリースすると発表した読者の世代の間で、さまざまなモデルを提供し始めた。
2011年9月、Amazonは、Androidオペレーティングシステムのカスタマイズフォークを実行するKindle Fireを導入して、タブレットコンピュータ市場への参入を発表した。 Fireの低価格（199ドル） は、アマゾンのコンテンツ販売による収入を裏付ける戦略として、Fireタブレットへのアクセスによって刺激されると広く認識されていた。
2012年9月、AmazonはKindle Fire HDと呼ばれる第2世代のタブレットを発表した。 2013年9月25日、Amazon.comはKindle Fire HDXと呼ばれる第3世代のタブレットを発表した。
Amazonは、2014年4月、Apple TVやGoogleのChromecastデバイスなどのシステムに対抗するAmazon Fire TVのセットトップボックスシステムを発表した。 Amazonのセットトップボックスでは、AmazonのストリーミングサービスやNetflixやHuluなどのサイトからのビデオをストリーミングできる。 このデバイスは、映画、そしてMinecraft、Asphalt 8、The Walking Deadの特別バージョンを含むゲームの音声検索もサポートしている。アマゾンは2014年10月にFire TV Stickを発表した。このデバイスはFire TVの機能の多くを再現する。
同社は2014年7月、ファイヤーフォンのリリースによりスマートフォン市場に参入したが、販売不振と悪評価のためにAmazonは2015年8月に販売を中止しており、2016年8月現在、新しいモデルは発表されていない。
2014年、AmazonはEchoという音声対応スマートスピーカーを販売した。 2016年3月、AmazonはAmazon Echoドットを発売した。これは、小さくて手頃な価格のEchoバージョンである。

## デジタルコンテンツ
AmazonのHonor Systemは、顧客が寄付をしたりデジタルコンテンツを購入できるようにするため、2001年に開始された。 しかし、このサービスは2008年に廃止され、Amazon Paymentsに置き換えられた。
2007年9月25日、オンラインミュージックストアであるAmazon Musicは、米国のAmazon MP3として、デジタル著作権管理(DRM)なしでMP3形式のダウンロードのみを販売し始めた。AmazonのMP3使用法は、著作権法に加え、MP3の使用を制限しているが、Amazonはデジタル権利管理（DRM）を使用していない。独立した音楽レーベルに加えて、Amazon MP3は主に、 ビッグ4 "レコードレーベル：EMI、ユニバーサル、ワーナーブラザーズレコード、ソニーミュージック。 Amazonは、このサービスの開始前に、需要に応じたさまざまな価格設定モデルを備えた音楽ストアAmie Streetに投資した。 Amazon MP3は、4大レコード会社のDRMフリー音楽をオンラインで初めて提供した。

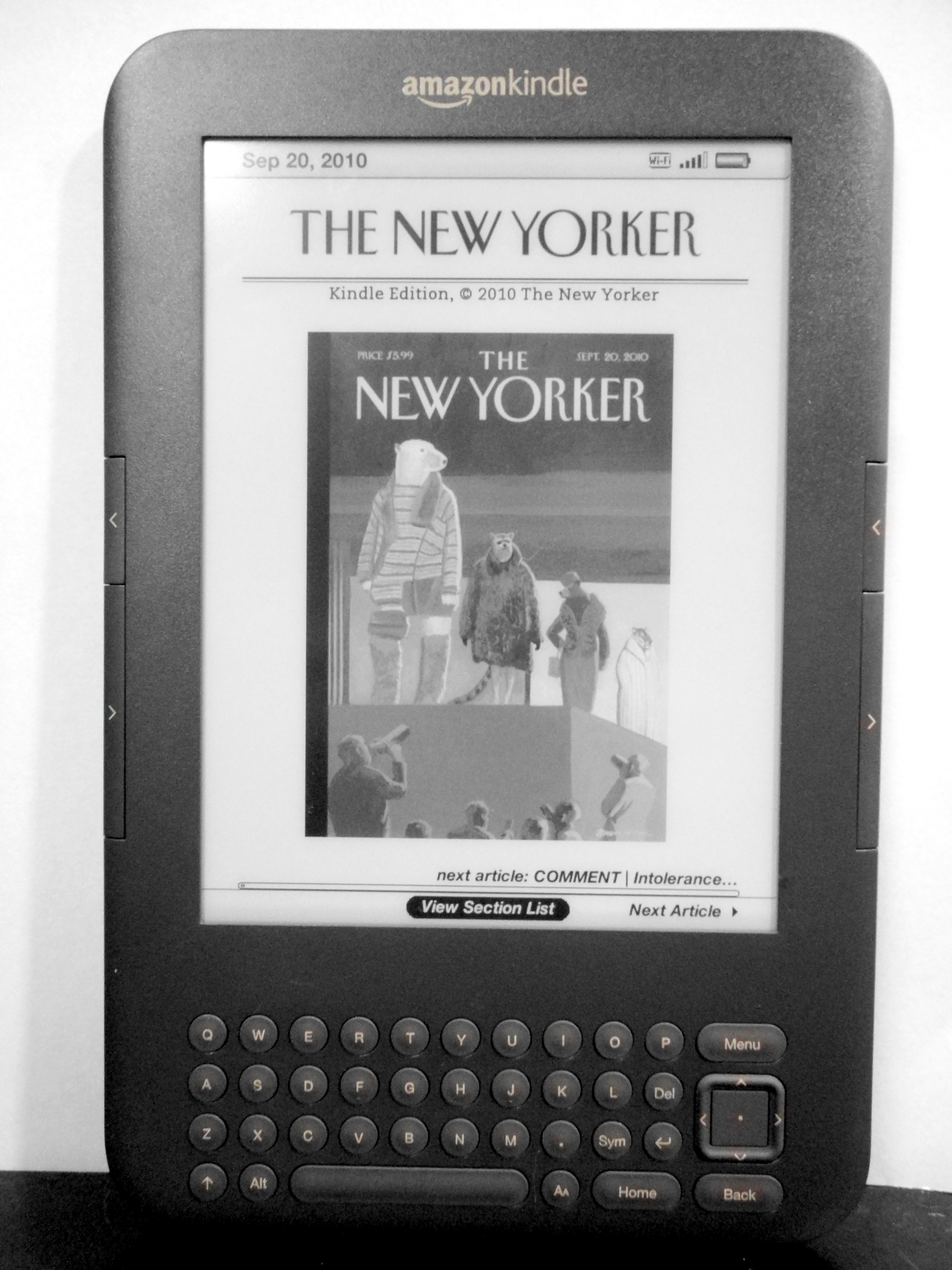
Kindle Keyboard、端末の画面には「ザ・ニューヨーカー」が表示されている

2007年11月、Kindle Storeは電子書籍の電子商取引ストアとして立ち上げられ、Amazon Kindle、Fireタブレット、またはKindleモバイルアプリからアクセスできた。 発売当初、このストアには8万8000以上のデジタル作品が用意されていた。この数字は2011年8月までに76万5000以上に増加し、2017年1月現在では米国で500万を超える電子書籍が利用可能となっている。
2008年1月、アマゾンは世界中の子会社のウェブサイトにMP3サービスを提供し始め、2008年12月にはAmazon MP3が英国で開始された。 英国でAmazon MP3のサービスが開始時は、Appleの79pの開始価格と比較して、59pで始まり、300万を超えるDRMフリーの曲が消費者に販売された。
2010年7月、アマゾンは、Kindleリーダーの電子書籍販売が、2010年第2四半期にはじめてハードカバー書籍の販売を上回ったと発表した。Amazonは、この期間中、100枚のハードカバーごとに143本の電子書籍を販売しており、デジタル版がないハードカバーを含む書籍も含まれていた。 6月下旬から7月上旬には100枚のハードカバーにつき180枚の電子書籍が販売された。
2011年3月22日、AmazonはAndroidデバイス用のAmazon Appstoreを開始し、このサービスは200以上の国で利用可能になった。 また、2011年には、Mac用のダウンロードストアをリリースし、数十のゲームと数百種類のアップルコンピュータ向けソフトウェアを提供すると発表した。
2013年1月、Amazonはデジタル音楽サービスのAutoRipを立ち上げた。 このサービスにより、Amazon経由で購入した一部のCDの無料MP3コピーを受け取ることができる。Amazonは、2013年10月にAutoRipと同様のサービス「Kindle MatchBook」をリリースすると発表した。これは、Amazonから紙の書籍を購入した顧客がその本の電子書籍版を無料または3ドル以下の割引価格で入手できるようになるサービスである。MatchBookは、同社のサイトで2013年10月29日にサービス開始された
。

### Amazon Games
2008年10月、Amazonはゲーム開発者および代理店の「Reflexive Entertainment」を買収した。 このスタジオは、「Reflexive and Amazon Digital Services」のブランドで、PC、Mac、Kindle 電子書籍リーダーのゲームを開発し続けた。 著名なタイトルには、Kindle Paperwhite向けの「Every Word」とKindle Fire、Android、iOS、WindowsとMac向けの「空港マニア」が含まれている。
2012年8月、AmazonはAmazon Game Studiosというタイトルの会社にゲーム部門を追加すると発表した。 Amazonは、消費者に「革新的で楽しく巧みに作られたゲーム」を導入すると述べた。Amazon Game Studiosのウェブサイトによると、この部門が開始した最後のゲームは、2012年11月1日にリリースされたAmazonの初めてのモバイルゲームAir Patriotsだった。
2014年2月6日、アマゾンは、財務条件の示唆なしに、ゲーム会社Double Helix Gamesの買収を確認した。 Double Helix社の75人の従業員はAmazonの従業員になり、カリフォルニア州のオレンジ郡にある本社は事業拠点として維持された。 AmazonはTechCrunchに対し「Amazonの継続的な顧客向けゲームの構築の一環としてDouble Helixを買収した」と伝え、Double Helixの現在のゲームの登場人物やその他の将来の開発が買収後のサポートを受けることを確認した。
アマゾンは2014年8月25日、9億7000万ドルでビデオゲームストリーミングウェブサイト「Twitch」を買収する意向を発表した。 Twitchの買収により、Amazonはインターネットトラフィックを促進し、プライム会員プログラムを強化し、ビデオ広告とFire TVのセットトップボックス事業を促進することが期待されている
。

## Amazonアート
2013年8月、AmazonはAmazonアートを、選択したギャラリーからオリジナルや限定版の美術品を販売するオンライン市場として立ち上げた。 最初に販売された40000アイテムの中にはノーマン・ロックウェルの絵画『Willie Gillis: Package from Home』(価格は485万ドル)、クロード・モネの『L'Enfant a la tasse』(145万ドル)、アンディ・ウォーホルの『Sachiko』(4万5000ドル)が含まれていた
。

## Amazonビデオ
Amazonビデオは、アマゾンによるインターネットビデオオンデマンドサービスである。プライムビデオはプライム会員は無料で視聴できるサービス(非会員は月額料金が発生)で200以上の国と地域で提供されている。
2015年、プライムビデオの独占シリーズ「Transparent」が2つのゴールデングローブ賞を獲得し、「Transparent」はストリーミングサービスからゴールデングローブを受賞した最初のシリーズである。

## Amazon Drive
以前はCloud Driveとして知られていたAmazon Driveは、オンラインストレージアプリケーションであり、クラウドストレージ、ファイル同期、ファイル共有、写真印刷などのセキュリティを確保している。 Amazonアカウントを使用すると、ファイルとフォルダは、Webブラウザ、デスクトップアプリケーション、携帯電話、タブレットなどの複数のデバイスから転送および管理が可能。 また、AmazonユーザーはAmazon Printsサービスを使用してフォトプリントとフォトブックを注文できる。
Amazonは主に、Prime PhotosとUnlimited Storageの2つのプランを市場で提供している。 Prime Photosプランは、写真やRAWファイルの無制限ストレージ及びビデオやその他のファイル用の5ギガバイトのストレージを提供する一方、非業務用顧客セクション向けのUnlimited Storageプランは、他のフォーマットでの写真、ビデオ、ドキュメント、ファイルの無制限ストレージを提供する。

## 自社ブランドと独占マーケティング契約
2005年8月に Amazonは自社ブランド「Pinzon」の下で製品を販売し始めた。 商標出願は、そのラベルが織物、台所用品および他の家庭用品に使用されることを示した。 2007年3月には、より多様な商品リストをカバーするために商標を拡張した。Cカーペット、壁紙、ヘアアクセサリー、衣類、靴、ヘッドギア、クリーニング製品、ジュエリーなどのアイテムが含まれていた 2008年9月、アマゾンは登録された名前を持って提出した。 USPTOは申請書の審査を終了したが、アマゾンはまだその名前の公式登録を受けていない。

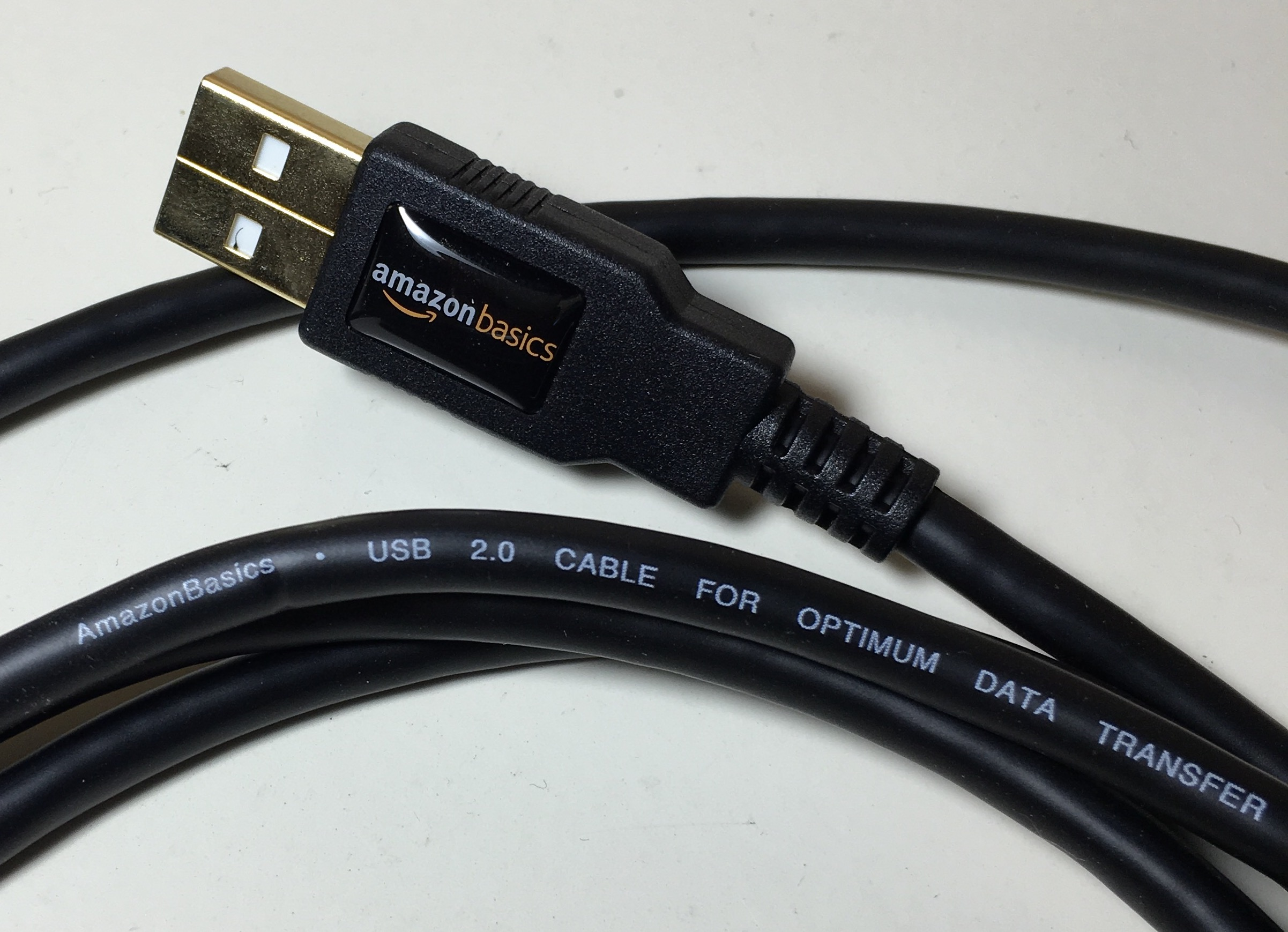
「AmazonBasics」ブランドのUSBケーブル

AmazonBasicsは、家庭用およびオフィス用のアクセサリを含む家電機器のアクセサリで構成された自社ブランドの製品ラインである。製品ラインは2009年に開始された。
アマゾンは、2014年におしり拭きや（以前の）おむつなどの国内製品ラインを扱う「Amazon Elements」を立ち上げた。
2017年初頭、Amazonは菓子商品を扱う「Wickedly Prime」を立ち上げた。Wickedly Primeでのチップやクッキーなどの商品はAmazon Primeメンバーのみが入手できる。
Amazon.comの独占的な製品は、通常はDVDで、Amazon.comでのみ入手可能な製品である。 DVDの中には、映画や製作者の所有者によって制作されるものや、Amazon.comによって制作されるものがある。 Amazonによって生産されるDVDは、DVD-R技術を使用して注文時にDVDが作成される「CreateSpace」プログラムを使用して作成され、 DVDは約2日後に出荷される。 一部のDVD（Jersey Shore Season 1やThe Unusuals Season 1など）は、他の場所でリリースされる前にAmazon.com時限限定で最初にリリースされている。 2011年5月23日、Amazon.comはレディー・ガガのBorn This Wayアルバムを99セントでダウンロードできるようにした。ダウンロード数が非常に多いため、一部のダウンロードが遅れることがあった。
Amazonの企業グループの一員であるCreateSpaceを経て、Amazonの自費出版サービスを提供している。

## アマゾン・スタジオ
アマゾン・スタジオはAmazon.comのテレビ番組や映画の製作部門であり、オンラインでの投稿と大衆によるフィードバックから漫画も制作している。2010年後半に開始された。 コンテンツは、Amazon Video、Amazonのデジタルビデオストリーミングサービス、およびNetflixやHuluなどの競合他社のサービスに配信される。映画においてはワーナー・ブラザーズと提携している。

## Amazon Web Services

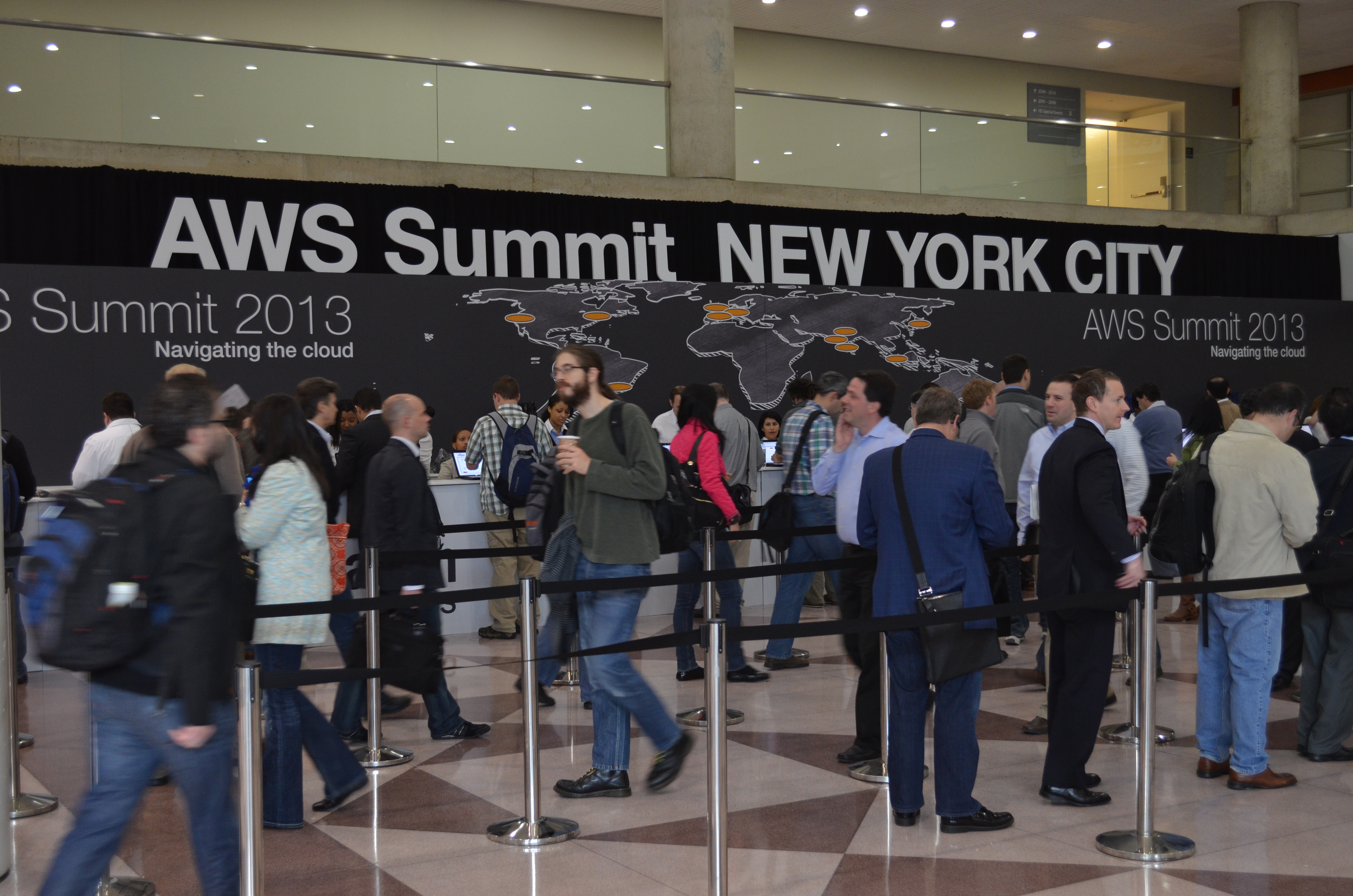
ニューヨークで行われた2013年のAWSサミット

アマゾンは2002年にAmazon Web Services（AWS）を立ち上げ、Webサイト上の潜在的な機能にプログラム的にアクセスできるようにした。
Amazonは2005年11月、プログラムが人間に作業を委任できるアプリケーションプログラミングインターフェイス（API）であるAmazon Mechanical Turkのテストを開始した。
2006年3月、AmazonはAmazon Simple Storage Service（Amazon S3）と呼ばれるオンラインストレージサービスを開始した。 1バイトから5テラバイトまでの無制限の数のデータオブジェクトをS3に格納し、HTTPまたはBitTorrent経由で配布することができる。 このサービスは、保管および転送されたデータの月額料金を請求する。 Amazonは2006年にAmazon Simple Queue Service（Amazon SQS）、分散キューメッセージングサービス、製品ウィキ（後でAmapediaに組み込まれた）、および標準のメッセージボードの規則に従うガイドラインを使用した特定の製品のディスカッションフォーラムを導入した。
また、2006年にはAmazonのElastic Compute Cloud（Amazon EC2）を導入し、ユーザはAmazonインフラストラクチャを使用してシミュレーションの実行からWebホスティングまでのアプリケーションを実行できるようになった。 Amazonは、Amazon EC2インスタンスとElastic IPアドレスの永続ストレージを提供し、ダイナミッククラウドコンピューティング用に設計された静的IPアドレスを提供し、Elastic Block Store（EBS）を追加することで、2008年にサービスを改善した。 Amazonは、データベースシステムであるSimpleDBを導入し、他のインフラストラクチャのユーザーが高信頼性の高性能データベースシステムを利用できるようにした。 2008年、AmazonはEC2をベータ版から「一般に入手可能」にし、Microsoft Windowsプラットフォームのサポートを追加した。
Amazonは、Scalable DNSサービス（Amazon Route 53）、支払い処理、およびMechanical TurkサービスのAWS固有APIなどのサービスを追加して、AWSにサービスを追加し続けている。
2012年8月、アマゾンは安価なオンラインファイルストレージWebサービスであるAmazon Glacierを発表し、信頼性の高いデータアーカイブ、ストレージ、バックアップを提供している。
2012年11月、ラスベガスで開催されたAWSのウェブ開発者会議で、クラウドストレージの顧客として大企業をターゲットにしていると発表した。 2013年に始まる「Redshift」ストレージサービスで、長期契約を結んでいる顧客にS3の価格をさらに引き下げる。 
2013年3月、Amazonは開発者向けにMobile Ads APIを発表した。 新しいAds APIは、AmazonのAppstoreでも利用可能であれば、Androidプラットフォームに配布されているアプリで使用できる。
2014年12月現在、Amazon Web Servicesは11の地域と28の可用性ゾーンにわたって140万台のサーバーを運用している。

## 新書籍コンテンツ制作
アマゾン・パブリッシングは、AmazonEncore、AmazonCrossing、Montlake Romance、Thomas＆Mercer、47North、Powered by Amazon、New Harvest、Grand Harbor Press、Two Lions、Skyscape and Waterfall Pressのインプリントで構成されたAmazonの出版部門である。
2005年に開始されたAmazonショーツは、Kindle Storeからベストセラー作家の独占短編小説とノンフィクション作品をダウンロード販売していた。 2007年6月までに、プログラムは1700枚を超え、週に約50枚の新作が追加されたが、2010年6月1日に中止された
。

## 寄付
Amazonはまた、特定の原因に利益をもたらすために「チャネル」を作成した。 2004年、Amazonは、顧客に2004年の米国大統領候補者のキャンペーンに5ドルから200ドルを寄付できるようにリンクを提供したことで、候補者のために30万ドルが集まった。 アマゾンはハリケーン・サンディやハリケーン・カトリーナ及び2004年のインド洋大地震と津波のような危機の後、赤十字社の寄付チャネルを定期的に再開しました。 2005年1月までに、米国内の約20万人近くが計1570万ドルを寄付した。
2013年、AmazonはAmazon Smileというチャリティ・イニシアチブを開始した。 通常買い物をしているときにsmile.amazon.comにアクセスすることで、アマゾンが対象商品の販売価格の0.5％を顧客の選択した慈善団体にスポンサーとして寄付できるようにした。

## Amazonローカル
Amazonローカルは、2011年6月にアイダホ州ボイジーで開始されたデイリー・ディール(オンラインクーポン)サービスである。 2013年時点で、Amazonローカルは米国内の36州100以上の地域にオンラインクーポンを販売していた。Amazonローカルは取引アグリゲータとしても機能しており、いくつかの取引はAmazonが多額の投資をしているLivingSocialを通じて提供されていた。
2012年8月29日に英国で徐々にロンドンで開始され、より多くの町や都市に展開された。
2015年11月にAmazonはAmazonローカルを2015年12月18日に終了すると発表したが、12月18日までに購入したクーポンは期限通り有効とされた。

## Amazonワイヤレス
2009年7月、Amazon.comは米国のVerizon Wireless、AT＆T、Sprint、T-Mobileのセルラーデバイスとサービスプランを提供するAmazonWireless Webサイトを立ち上げた。

## Amazonフレッシュと Amazonプライムパントリー
Amazonフレッシュは2007年に最初に試行され、その後シアトル、ロサンゼルス、サンフランシスコ、カリフォルニア、サンディエゴ、ブルックリン、ニューヨーク、フィラデルフィア、ペンシルベニア州で利用可能となった家庭用食料品配送サービスである。
Amazonプライムパントリーは、米国48州や日本などでも展開する同様のサービスで、均一配送料金で45ポンド(日本では計12kgまで)または箱の容量に入りきるまで食品(生鮮食品を除く)や日用品などを注文でき、制限を超えると２箱目に入れられる(追加配送料金がかかる)

## Amazonダッシュ
Amazon.comは、2015年3月31日に、Amazon Dashボタンとダッシュ補充サービスを含むAmazon Dashを拡張していると発表した。

## Amazon Prime Air
2013年12月1日に60 MinutesはAmazon Prime Airは、今後数年間開発が予定されている可能性があると発表した。 コンセプトでは、Amazonフルフィルメントセンターからドローンを使い短距離（10〜20 km）飛行することで、30分以内に小さなパッケージ（5ポンド未満）を配送する。米国では無人ドローンの商業的使用は連邦航空局の承認が必要になる。
そのような承認は早ければ2015年に行われる可能性があり、アマゾンはその時には準備が整うと予想している。2014年7月、同社は8体と9体の無人機プロトタイプを開発していたことが明らかになった。そのうちのいくつかは、時速50マイルで5ポンドのパッケージを運ぶことができ、テストを行うためFAAに申請した。

## Prime Now
2014年12月、アマゾンは、ニューヨーク市のマンハッタンの一部に在住するプライム会員の特典として、1時間以内に商品を手に入れることができると発表した（有料）。この配送サービスでは、2万5千の生活必需品が利用可能である。 2015年2月には、マンハッタン全域を含むようにサービスが拡大された。それ以降シカゴ、マイアミ、ボルチモア、ダラス、アトランタ、オースティン、ナッシュビル、サンアントニオ、タンパの一部を含む地域に拡大した。米国以外では、ロンドン、バーミンガム、英国、ニューカッスル、マンチェスター、リーズ、リバプール、ミラノ、ミュンヘン、ベルリン、パリ、バルセロナ、マドリッド、東京 にも拡大している。 Prime Nowのオンデマンドニーズを満たすために、Amazonはさらに、独立系請負業者が配送サービスを提供するためのプラットフォームであるAmazon Flexを立ち上げた。

## Amazon Go

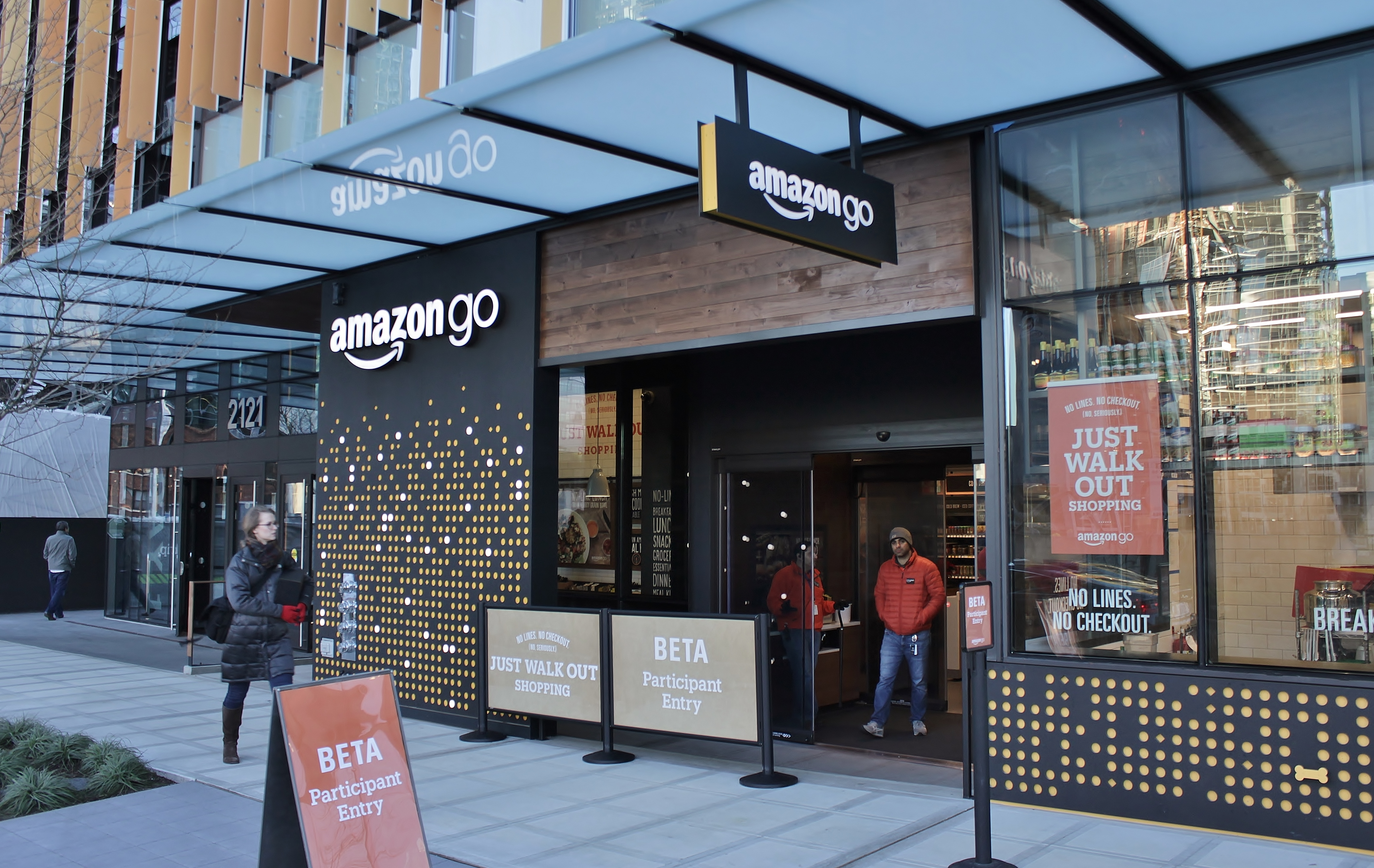
Amazon Goストア

2016年12月、シアトルのAmazon従業員限定で最初のAmazon Goストアがオープンした。 1,800平方フィートの店舗は、さまざまなセンサーを使用し、買い物客が店を出るときに買物客のAmazonアカウントに自動的に請求する。食料品に加えAmazon Goでは既製の食事とミールボックスもストックしてある。店舗は2017年初頭に一般公開される予定であったが、店内の20人以上のトラッキングでトラブルが発生するなど技術的なハードルに直面し正式開店を延期した。

## Amazon Supply
2012年に設立されたAmazon Supplyは、工業用および科学用コンポーネント、メンテナンス、修理および操作（MRO）用品を提供している。 Amazon Supplyは2005年に買収したSmallparts.comの経験に基づいて開発された（Smallparts.comブランドはAmazon Supplyの立ち上げにより終了した）。Amazon SupplyはAmazon.comと同じ受注処理および流通システムを使用しているが、 190以上の国の顧客にサービスを提供している。

## Video Direct
Amazonは2016年5月10日、Amazon Video Direct(ビデオダイレクト)と呼ばれるビデオサービスを開始した。このビデオサービスでは、クリエイターがレンタルや購入、広告付きの無料視聴、バンドル化などの動画を提供することができる 。Amazonはビデオのレンタルや販売から得られる収益の50％をクリエイターに支払うが 、広告付きビデオの場合、メーカーは広告の一部を受け取る

## Amazon Music Unlimited
2016年10月、AmazonはAmazon Music Unlimitedという音楽ストリーミングサービスをリリースした。このスタンドアローンの音楽ストリーミングサービスは、Prime Musicの限られたカタログと比較して数百万の曲があるため、Prime Musicとは異なる。 

## Amazonチケット
2015年にAmazonは「Amazonチケット」と呼ばれるチケットサービスをイギリスで立ち上げ、すぐにヨーロッパや米国及びアジアに拡大した。

## STEM Club
2016年1月24日、アマゾンはSTEMクラブと呼ばれる保護者を対象とした新しいサブスクリプションプログラムを立ち上げた。STEMクラブは家庭に教育用のおもちゃを月額19.99ドルで提供する。 また、「STEM」では、おもちゃは精選され、科学、技術、工学、数学の分野に集中している。おもちゃはロボット工学から自然科学に至るまで広範囲に及んでおり、Amazonのみのアイテムが含まれている。 STEMおもちゃ購読クラブは米国内でのみ利用可能。

## 他のサービス

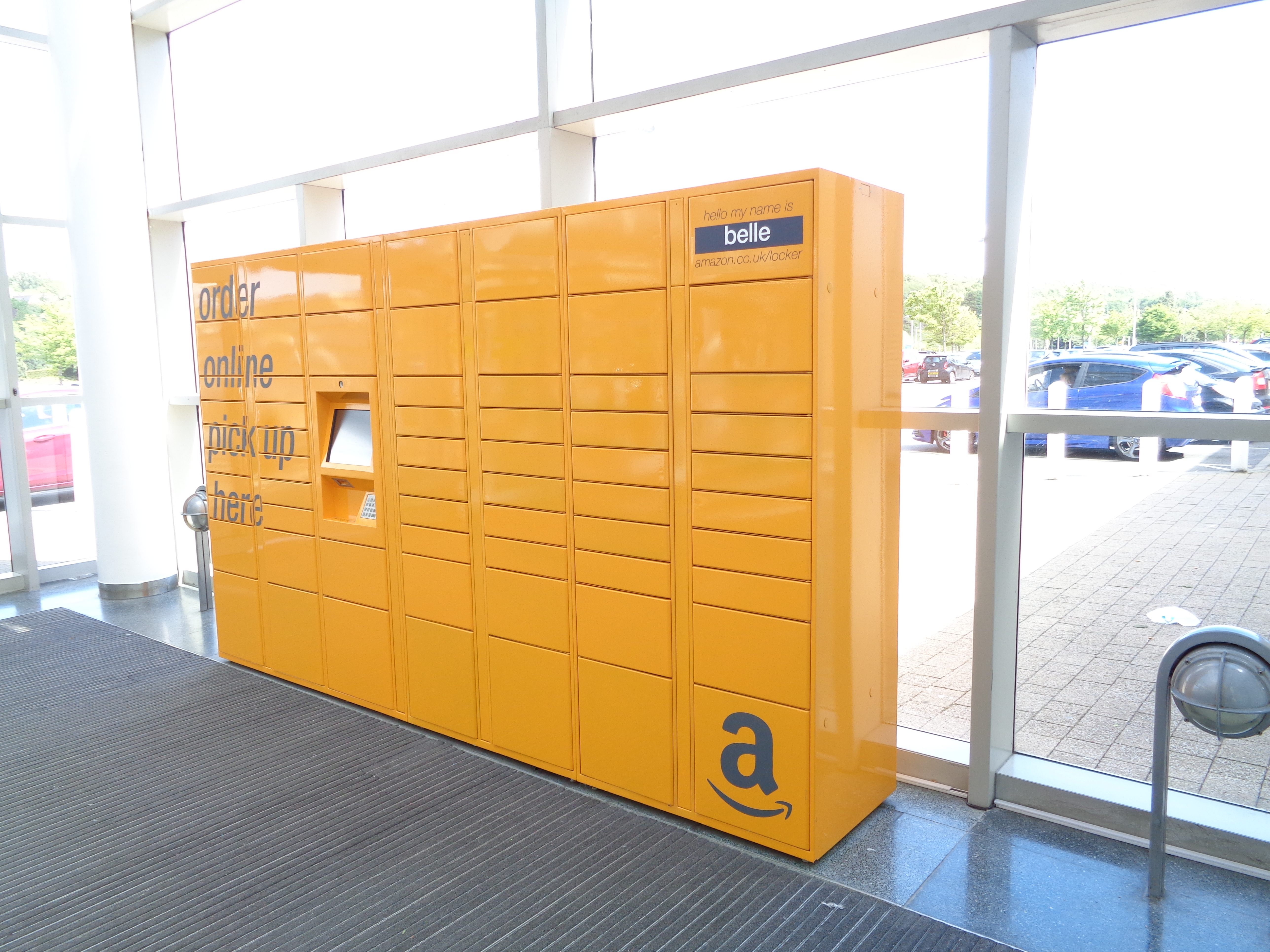
イングランドのリーズにあるホワイトローズセンターに存在するAmazonロッカー

Amazonは2007年1月、ProductWikiに代わるAmazonの販売商品についてユーザーが記事を書けるWikiAmapedia(2010年6月に閉鎖)と、ビデオオンデマンドサービスAmazon Unbox(2015年時点でサービス終了している)を立ち上げた。また、2007年にAmazonはAmazon Vineを立ち上げた。レビュアーはレビューを投稿する見返りにベンダーからのプレリリース製品をレビュアーが無料で入手できるようにする仕組みである。
IMDbとAmazonは、2007年9月にバンド、レーベル、アルバム、楽曲に関するあらゆる情報をユーザーが編集できる(ただし編集は審査された後に反映)wikipediaタイプのサイト「SoundUnwound」を立ち上げた。このデータはAmazonのArtist Pagesでも使用されていた SoundUnwoundは2012年6月18日をもって終了し、サイトはAmazonにリダイレクトされた。
Amazon Connectでは、著者は自分のブックページに発言を顧客に投稿することができる。
Amazon Webstoreでは、Amazonテクノロジーを使用してカスタム電子商取引オンラインストアを作成することができた。 売り手は、ビジネスのカテゴリを選択し、無制限数のリスティングのバンドルオプションに応じて、1〜2％の手数料、クレジットカード処理手数料および詐欺防止、およびサブスクリプション料金を支払った。 Amazonは、それらの実装ソリューションプロバイダになるために限られた数の企業を選んだ。。Amazon Webstoreは新しい販売者が利用できなくなった。
2014年8月、Amazonはモバイル決済サービス「Amazon Register」を発表した。実質無料の専用デバイス「Amazon Local Register Secure Card Reader」を用いて飲食店などでスマートフォンやタブレットでの決済サービスが導入でき、手数料も競合のSquareの2.75%よりも低い1.75%(早期申込者限定)であったが2015年10月30日、2016年2月1日をもって終了すると発表された。
Amazonは2014年に、Amazonマーケットプレイスで一部商品を対象に通常のオークションとは逆(高価格から低価格)のダッチ・オークション型機能「希望価格提示(Make an offer)」システムを開始した。eBayと異なり、Amazonはこの機能は一般的なオークションではなく(他の買い手の価格を知ることはできない)、買い手が個人的に売り手と交渉する1対1のプライベート入札であり、買い手が値切り交渉をできることを目的としていると述べた。
Amazonは、2015年1月、Amazonのクラウドコンピューティング部門であるAmazon Web Servicesによって開発されたWorkMailと呼ばれる独自の電子メールおよびスケジューリングサービスを発表した。Amazonの電子メールサービスは、100億ドルの追加収益をもたらすと予想された。
Amazonは、2015年3月に配管、電気工事、オーディオ/ビジュアルの設置などの専門サービスの市場を住宅所有者に提供することを目的とした新しいオンデマンドサービス「Amazon Home Services」を開始した。ホームサービスのカテゴリは、作業請負者が適切なライセンスを受けていて、仕事用の保険を受けているかなどをAmazon側が確認することによって、専門家を見つけ依頼することを容易にするように設計されている。 サービスは「満足保証」されており、最終的に満足できない場合は作業のやり直しまたは払い戻しを行う。さらに、作業者に実際に料金を支払ってサービスを使用したユーザーのレビューを参考にすることできる。
Amazonは2015年4月、宿泊関連サービス「Amazon Destinations」を開始した。これは、顧客が自宅までの車内で「逃走先」を見つけられるよう支援することに焦点を当てている。Amazon Destinationsは、ニューヨーク、シアトル、ロサンゼルス、アトランタなど米国の一部地域のみ利用可能だった。2015年10月13日、開始から半年でAmazonは「Amazon Destinations」を終了し、同社の広報担当者は「当社は多くのことを学び、Amazon Destinationsを終了することを決めた」と述べた
Amazonは、2015年10月、60カ国の5000人の売り手と8万の販売商品をすでに所有しているハンドメイド・バイ・アマゾンというハンドメイドの新市場を発表した。 Etsyプラットフォームと同様に、職人が一般に直接商品を販売するように設計されている。
2015年11月2日、Amazonはシアトルのユニバーシティビレッジショッピングセンターに書店を開設した。アマゾン・ブックスとして知られているこのストアは、Amazon Webサイトにあるものと同じ価格で、オンラインレビューを店舗の棚に統合している
。
Amazonは、インターネット関連のデバイス、WiFiルーター、その他のスマート家電に取り組んでいる家電機器設計者に、ブランドの半導体をリリースした。 このチップは、Amazonが2015年に購入した3億5000万ドルのアンナプルナ・ラボから来ている。 2016年1月7日、Alpineチップセットが幅広いアプリケーションに対応していることを発表した。。